# Associazione Sportiva Termitana
L'Associazione Sportiva Termitana è stata una società calcistica italiana con sede nella città di Termini Imerese.
Istituita nel 1931 come "A.S. Termini Imerese", la formazione disputò due stagioni agonistiche, fra il 1933 e il 1935, nella Prima Divisione interregionale, terza serie nazionale dell'epoca. Ha militato poi nelle categorie regionali siciliane, giocando in Serie C della Lega Interregionale Sud per tre anni nell'immediato dopoguerra, e dieci anni in Serie D, la massima serie dilettantistica nazionale, fra il 1973 e il 1992. È stata sciolta per l'ultima volta nel 2018.

## Storia
Fondata nel 1931, dopo una doppia promozione dalla Terza Divisione alla Prima Divisione interregionale, gioca per due anni in quest'ultima serie.
Rinata nel 1945 con la stessa denominazione A.S. Termini Imerese, gioca per tre anni in Serie C dove ottiene il miglior piazzamento, l'8º posto, nel campionato di Serie C 1946-1947 con il miglior marcatore della storia Andrea Lodato. Retrocede poi in Promozione Sicilia, Prima Divisione Sicilia e Seconda Divisione Sicilia, per poi risalire nuovamente in Promozione regionale nel 1953-1954. Dopo tre stagioni nel girone unico della Promozione Siciliana e due nel girone unico del Campionato Nazionale Dilettanti Sicilia, dal 1959 al 1970 milita nel girone A della Prima Categoria Siciliana.
Nel 1971 viene promossa in Promozione, restandoci per due anni, mentre nel 1973 viene promossa in Serie D, in cui milita per cinque stagioni. Dal 1978 al 1986 gioca nel girone A della Promozione Siciliana, quindi seguono cinque annate in Interregionale inframezzate da un campionato in Promozione. Nel biennio 1992-1994 gioca in Eccellenza Siciliana, quindi l'Himera Terme diventa Gruppo Sportivo Termini Cascino.
Seguiranno annate fra Prima Categoria e Promozione, quindi dal 1999 al 2005 gioca in Eccellenza; nel 2004 cambia denominazione in Polisportiva Termitana Associazione Dilettantistica.
Nel campionato di Eccellenza Sicilia 2004-2005 retrocede perdendo ai play out col Due Torri. La squadra però non riuscirà a iscriversi nel campionato di Promozione Sicilia.
Negli anni a seguire i giallorossi fanno pochissime apparizioni tra Prima e Seconda Categoria Sicilia.
Nell'estate 2017 la squadra A.S.D. Aspra Calcio, dopo aver vinto il girone B di Seconda Categoria Sicilia con conseguente promozione in Prima Categoria, cambia denominazione sociale in A.S.D. Gruppo Sportivo Termitana e si appresta a partecipare al campionato di Prima Categoria Sicilia 2017-18, ma nella stessa estate del 2018 non rinnova l'iscrizione al campionato.
Nella stagione 2020-21, la Termitana Calcio 1952 milita in Prima Categoria rilevando il titolo sportivo del Real Trabia.
Nella stagione 2024-25 milita in Prima Categoria col nome di A.S.D. Sporting Termini.

## Palmarès

### Competizioni regionali
- Promozione: 3

1972-1973 (girone A), 1985-1986 (girone A), 1988-1989 (girone A)

### Altri piazzamenti
- Serie D:

Terzo posto: 1973-1974 (girone I)

## Strutture

### Stadio
Il campo da gioco è in terra battuta. Nello stadio sono presenti quattro tribune con gradinate: tre, di cui una coperta, sulla destra rispetto all'entrata, e una sulla sinistra. Il totale dei posti a sedere, seppur impreciso, parte da un minimo di 1000 posti.

## Statistiche e record

### Partecipazione ai campionati
| Livello | Categoria                 | Partecipazioni | Debutto   | Ultima stagione | Totale |
| ------- | ------------------------- | -------------- | --------- | --------------- | ------ |
| 3º      | Prima Divisione           | 2              | 1933-1934 | 1934-1935       | 5      |
| 3º      | Serie C                   | 3              | 1945-1946 | 1947-1948       | 5      |
| 4º      | Seconda Divisione         | 1              | 1932-1933 | 1932-1933       | 8      |
| 4º      | Promozione                | 2              | 1948-1949 | 1949-1950       | 8      |
| 4º      | Serie D                   | 5              | 1973-1974 | 1977-1978       | 8      |
| 5º      | Campionato Interregionale | 5              | 1986-1987 | 1991-1992       | 5      |